# Finał Pucharu Polski w piłce nożnej 2025
Finał Pucharu Polski w piłce nożnej mężczyzn sezonu 2024/2025 – mecz piłkarski kończący rozgrywki 71. edycji Pucharu Polski, mający na celu wyłonienie ich triumfatora, rozegrany 2 maja 2025 na Stadionie PGE Narodowym w Warszawie pomiędzy Pogonią Szczecin i Legią Warszawa. Spotkanie rozstrzygnęło się w podstawowym czasie. Jego zwycięzcą, a tym samym zdobywcą Pucharu Polski (po raz 21. w historii) została warszawska Legia, pokonując rywali 4:3.

## Droga do finału
| Runda       | Pogoń Szczecin | Pogoń Szczecin      | Pogoń Szczecin | Pogoń Szczecin | Runda                                       | Legia Warszawa                              | Legia Warszawa                              | Legia Warszawa                              | Legia Warszawa                              |
| Runda       | Data           | Przeciwnik          | Miejsce        | Wynik          | Runda                                       | Data                                        | Przeciwnik                                  | Miejsce                                     | Wynik                                       |
| ----------- | -------------- | ------------------- | -------------- | -------------- | ------------------------------------------- | ------------------------------------------- | ------------------------------------------- | ------------------------------------------- | ------------------------------------------- |
| I runda     | 24.09.2024     | Stal Rzeszów        | Rzeszów        | 3:0            | Drużyna rozpoczęła rozgrywki od 1/16 finału | Drużyna rozpoczęła rozgrywki od 1/16 finału | Drużyna rozpoczęła rozgrywki od 1/16 finału | Drużyna rozpoczęła rozgrywki od 1/16 finału | Drużyna rozpoczęła rozgrywki od 1/16 finału |
| 1/16 finału | 29.10.2024     | Odra Opole          | Opole          | 1:0 pd.        | 1/16 finału                                 | 31.10.2024                                  | Miedź Legnica                               | Legnica                                     | 2:1                                         |
| 1/8 finału  | 04.12.2024     | Zagłębie Lubin      | Szczecin       | 4:3            | 1/8 finału                                  | 05.12.2024                                  | ŁKS Łódź                                    | Łódź                                        | 3:0                                         |
| Ćwierćfinał | 26.02.2025     | Piast Gliwice       | Szczecin       | 2:0 pd.        | Ćwierćfinał                                 | 26.02.2025                                  | Jagiellonia Białystok                       | Warszawa                                    | 3:1                                         |
| Półfinał    | 01.04.2025     | Puszcza Niepołomice | Niepołomice    | 3:0            | Półfinał                                    | 02.04.2025                                  | Ruch Chorzów                                | Chorzów                                     | 5:0                                         |

## Szczegóły meczu
| 2 maja 2025 | Pogoń Szczecin                                    | 3:4   | Legia Warszawa                                            |                                                                        |
| 16:00 CEST  | Lončar 41' · Vinagre 67' (sam.) · Smoliński 90+5' | (1:1) | 13' Luquinhas · 46' Morishita · 64' Szkuryn · 85' Vinagre | PGE Narodowy, Warszawa Widzów: 51 233 Sędzia: Szymon Marciniak (Płock) |

| Zdobywca Pucharu Polski 2024/2025 |
| --------------------------------- |
| Legia Warszawa 21. tytuł          |